# International Foreign Trade Center
L' International Foreign Trade Center ou (深圳国际贸易中心大厦/国贸大厦), appelé aussi 'Guomao Building' ou 'Foreign Trade Building' est un gratte-ciel de 160 mètres de hauteur construit à Shenzhen de 1982 à 1985.
Il abrite des bureaux sur 50 étages.
La surface de plancher du bâtiment est de 100 000 m² .
Le promoteur ('developer') est la société Shenzhen Property Development 
C'est le plus ancien gratte-ciel de Shenzhen et l'un des plus anciens de Chine communiste.
Ce fut le plus haut gratte-ciel de Chine communiste lors de son achèvement 
Le sommet de l'immeuble abrite un restaurant tournant.
L'immeuble fut construit à un rythme très rapide, un étage tous les 3 jours.
Il fait partie du complexe appelé 'International Trade Plaza' qui comprend deux autres bâtiments dont un autre gratte-ciel, le 'Tianan International Building' construit en 1993.